# Rubiaceae
Famille
Classification APG III (2009)
Les Rubiacées (Rubiaceae) sont une famille de plantes à fleur, qui comprend plus de 10 000 espèces réparties en 600 genres. Ce sont des arbres, des buissons, des lianes ou des plantes herbacées largement répandus dans les régions froides, tempérées, subtropicales ou tropicales. Elles tirent leur nom du genre Rubia, qui vient de rouge en latin (ruber), car les garances sont utilisées en teinture.
En France, on peut citer le gaillet odorant (du genre Galium qui regroupe les gaillets), ou la garance des teinturiers (genre Rubia d'où les rubiacées tirent leur nom, employé pour la première fois par Antoine-Laurent de Jussieu).
C'est aussi la famille du caféier (genre Coffea), du quinquina (genre Cinchona) et du gardénia (genre Gardenia). Dans les régions tropicales, on peut encore citer le genre Psychotria. C'est aussi dans cette famille qu'est placé le Dialypetalanthus, un arbre de la forêt tropicale brésilienne anciennement placé dans sa propre famille. Elle comprend encore les genres Adina, Breonia, Cephalanthus, Mitragyna, Nauclea, Neonauclea, Sarcocephalus, Uncaria qui formaient auparavant la famille des Naucléacées (Naucleaceae).

## Étymologie
Le nom vient du genre type Rubia, ancien nom latin de la plante, de ruber, « rouge », en référence aux propriétés tinctoriales des garances dont la racine est riche en matières colorantes.
Cette famille a été décrite en 1789 par le botaniste français Antoine-Laurent de Jussieu.

## Classification
En classification classique de Cronquist (1981), les Rubiaceae et les Theligonaceae constituent l'ordre des Rubiales.
Selon la classification phylogénétique APG (1998) et les versions ultérieures, les Rubiacées appartiennent à l'ordre des Gentianales dans le groupe Euasterid 1.

## Description

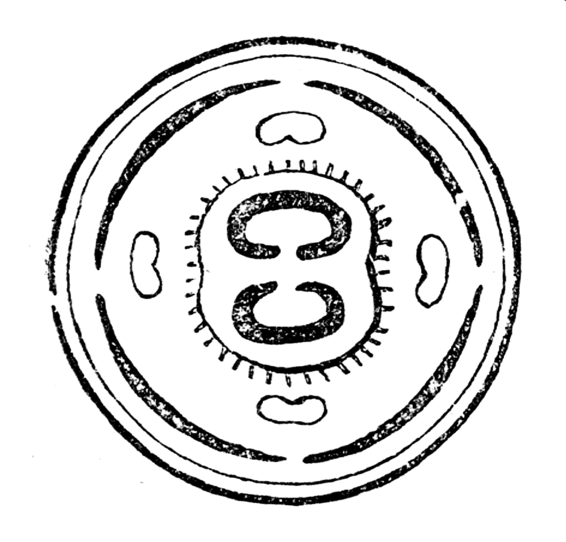
Diagramme floral des Rubiaceae.

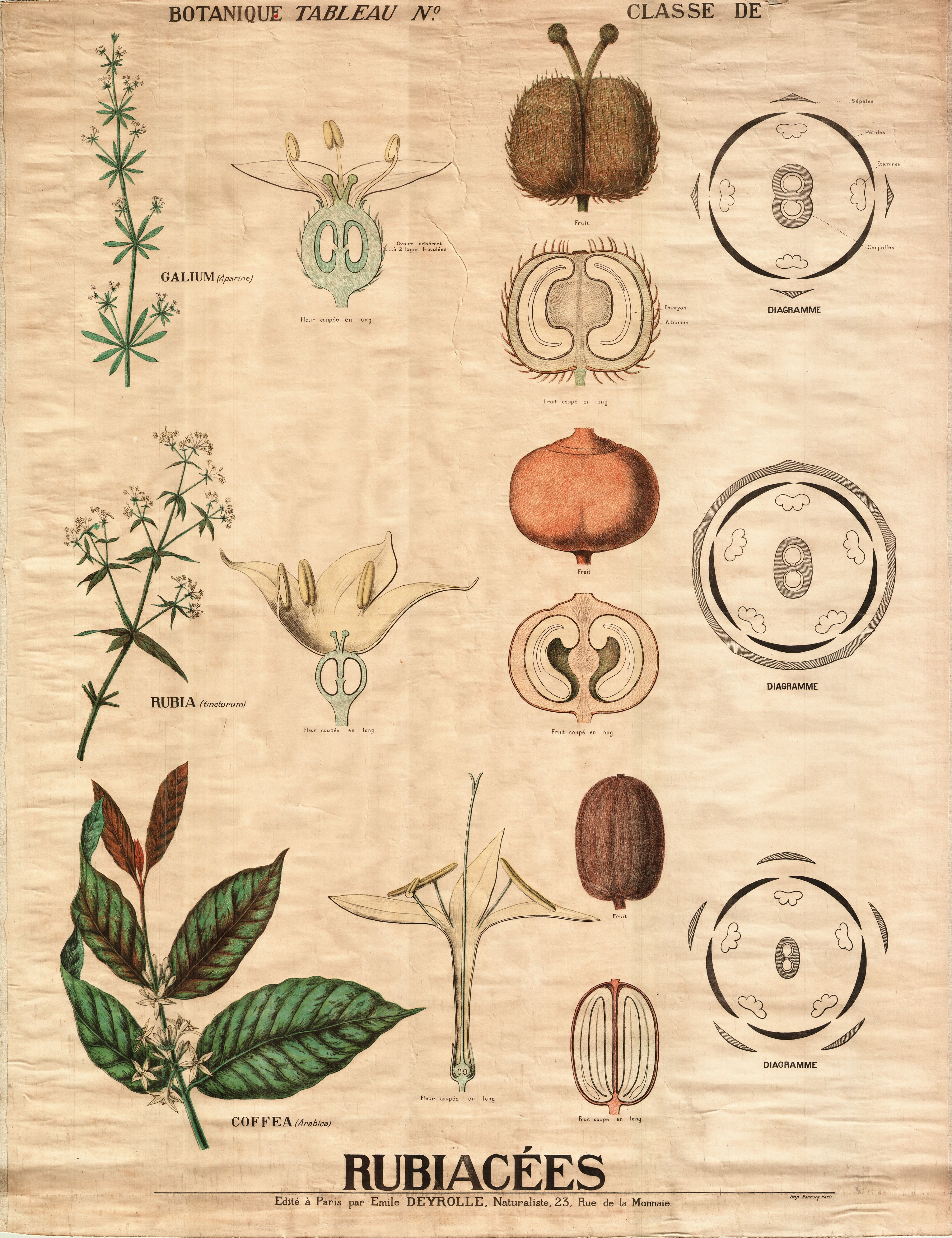
Planche botanique de trois Rubiacées, par Émile Deyrolle : Gaillet gratteron Galium aparine, Garance des teinturiers Rubia tinctorium et Caféier d'Arabie Coffea arabica

### Appareil végétatif
Les Rubiacées présentent une grande diversité d'habitus : la plupart des espèces sont des plantes ligneuses (arbres ou arbustes), la tribu Rubieae se différenciant car elle comprend essentiellement des herbacées dont la disposition opposée des feuilles est responsable de la tige carrée, renflée aux nœuds. L'absence de latex permet de séparer cette famille des Apocynacées et des Clusiacées qui ont également les feuilles opposées.
Les Rubiacées ont en effet généralement des feuilles opposées, décussées, simples, entières. La base du limbe est parfois transformée en domaties myrmécophiles. Les stipules souvent grands et foliacés, parfois glanduleux, peuvent former des pseudoverticilles avec les feuilles (Galium) ou une gaine autour de la tige (Gardenia). Les racines et les tiges souterraines sont assez souvent rougeâtres.

### Appareil reproducteur
Les fleurs, souvent discrètes, sont parfois solitaires, mais le plus souvent groupées en inflorescence très variable (cyme, grappe ou panicule). En général hermaphrodites, parfois dioïques, elles sont tétra-, penta- ou hexamères (exemple avec 6 pétales : Richardia), actinomorphes ou rarement légèrement zygomorphes, avec des calices gamosépalés à lobes parfois réduits, des corolles gamopétalées. L'androcée isostémone est composé d'étamines alternipétales, aux anthères à déhiscence longitudinale. La présence d'un disque nectarifère épigyne assure la pollinisation entomophile. L'ovaire adhérent au calice, est infère, bicarpellé et généralement biloculaire. Il est surmonté d'un seul style souvent bifide. Chaque loge de l'ovaire contient un ou plusieurs ovules à placentation généralement axile.
Formule florale : {\displaystyle \star K_{(4-5,\ 0)}\;C_{4-6}\;A_{4-5}\;} ou {\displaystyle \;[C_{(4-5)}\;A_{4-5}]\;G_{\overline {(2)}}}
Le fruit est très variable : capsule (quinquina) septicide ou loculicide, baie (Rubia), akène (Galium), ou drupe (Coffea). Les graines angulaires sont arrondies, aplaties et/ou ailées ou rarement avec une touffe de trichomes.